# Meux
|  | Aquest article tracta sobre el municipi del departament francès de Charente Marítim. Si cerqueu el municipi del departament francès de l'Oise, vegeu «Le Meux». |

|  | No s'ha de confondre amb Meaux. |

Meux és un municipi francès al Cantó de Jonzac (departament del Charente Marítim, regió de la Nova Aquitània). L'any 2007 tenia 293 habitants.

## Demografia

### Població
El 2007 la població de fet de Meux era de 293 persones. Hi havia 126 famílies de les quals 28 eren unipersonals (8 homes vivint sols i 20 dones vivint soles), 49 parelles sense fills, 41 parelles amb fills i 8 famílies monoparentals amb fills.
La població ha evolucionat segons el següent gràfic:

### Habitatges
El 2007 hi havia 146 habitatges, 129 eren l'habitatge principal de la família, 4 eren segones residències i 13 estaven desocupats. 141 eren cases i 4 eren apartaments. Dels 129 habitatges principals, 110 estaven ocupats pels seus propietaris, 15 estaven llogats i ocupats pels llogaters i 4 estaven cedits a títol gratuït; 2 tenien una cambra, 4 en tenien dues, 10 en tenien tres, 28 en tenien quatre i 84 en tenien cinc o més. 103 habitatges disposaven pel capbaix d'una plaça de pàrquing. A 57 habitatges hi havia un automòbil i a 59 n'hi havia dos o més.

### Piràmide de població
La piràmide de població per edats i sexe el 2009 era:
| Homes | Edats   | Dones |
| ----- | ------- | ----- |
| 0     | 95 o +  | 0     |
| 0     | 90 a 94 | 0     |
| 0     | 85 a 89 | 0     |
| 0     | 80 a 84 | 0     |
| 8     | 75 a 79 | 16    |
| 12    | 70 a 74 | 16    |
| 8     | 65 a 69 | 12    |
| 4     | 60 a 64 | 12    |
| 8     | 55 a 59 | 4     |
| 8     | 50 a 54 | 8     |
| 20    | 45 a 49 | 12    |
| 12    | 40 a 44 | 20    |
| 16    | 35 a 39 | 4     |
| 8     | 30 a 34 | 16    |
| 4     | 25 a 29 | 4     |
| 12    | 20 a 24 | 4     |
| 8     | 15 a 19 | 8     |
| 16    | 10 a 14 | 12    |
| 8     | 5 a 9   | 12    |
| 8     | 0 a 4   | 0     |

## Economia
El 2007 la població en edat de treballar era de 183 persones, 145 eren actives i 38 eren inactives. De les 145 persones actives 138 estaven ocupades (70 homes i 68 dones) i 7 estaven aturades (1 home i 6 dones). De les 38 persones inactives 18 estaven jubilades, 8 estaven estudiant i 12 estaven classificades com a «altres inactius».

### Ingressos
El 2009 a Meux hi havia 134 unitats fiscals que integraven 291 persones, la mediana anual d'ingressos fiscals per persona era de 18.250 €.

### Activitats econòmiques
Dels 12 establiments que hi havia el 2007, 2 eren d'empreses alimentàries, 1 d'una empresa de fabricació d'altres productes industrials, 2 d'empreses de construcció, 3 d'empreses de comerç i reparació d'automòbils, 1 d'una empresa d'hostatgeria i restauració, 1 d'una empresa immobiliària, 1 d'una empresa de serveis i 1 d'una empresa classificada com a «altres activitats de serveis».
Dels 4 establiments de servei als particulars que hi havia el 2009, 1 era un taller de reparació d'automòbils i de material agrícola, 1 paleta, 1 guixaire pintor i 1 restaurant.
L'únic establiment comercial que hi havia el 2009 era una fleca.
L'any 2000 a Meux hi havia 22 explotacions agrícoles que ocupaven un total de 656 hectàrees.

## Equipaments sanitaris i escolars
El 2009 hi havia una escola elemental integrada dins d'un grup escolar amb les comunes properes formant una escola dispersa.

## Poblacions properes
El següent diagrama mostra les poblacions més properes.